# Daubentonia robusta
L'aye-aye gigante (Daubentonia robusta) è una specie estinta di aye-aye vissuta in Madagascar meridionale ed occidentale.
Si pensa si sia estinta circa 1000 anni fa, anche se non risultano dati su questi animali nemmeno da parte delle popolazioni locali: se ne conosce l'esistenza grazie a qualche resto subfossile: 4 incisivi, una tibia, e del materiale post-craniale.
Il suo areale era più meridionale rispetto a quello dell'attuale aye-aye (Daubentonia madagascariensis), alla quale era tuttavia molto simile, pur misurando circa il doppio (misurava fino a quasi 2 m di lunghezza, coda compresa), almeno per quanto si è potuto dedurre dalle misurazioni della mandibola e dei denti.